# Spalding (Lincolnshire)
Spalding is een plaats in het bestuurlijke gebied South Holland, in het Engelse graafschap Lincolnshire. De plaats telt 22.081 inwoners.
De plaats is gelegen aan de rivier de Welland, in The Fens, zo'n twintig kilometer van The Wash.